# ويليام جون كروزير
ويليام جون كروزيّر (بالإنجليزية: William John Crozier)‏ هو عالم نفس أمريكي، ولد في 24 مايو 1892، وتوفي في 2 نوفمبر 1955.